# Carouge des tépuis
Espèce
Statut de conservation UICN

 LC  : Préoccupation mineure
Le Carouge des tépuis (Macroagelaius imthurni), aussi appelé Quiscale des tépuis est une espèce de passereau de la famille des ictéridés.

## Distribution

Carte de répartition de l'espèce.

Cet oiseau fréquente les tepuys du Venezuela, du Guyana et du Brésil.

## Habitat
Ce carouge fréquente les forêts subtropicales humides entre 500 et 2 000 mètres d’altitude.

## Comportement
Le carouge des tépuis s’observe généralement en petit groupes bruyants cherchant leur nourriture dans les épiphytes et les fleurs à la cime des arbres.